# Classe Nassau
La classe Nassau est une classe de quatre cuirassés de type dreadnoughts construite pour la Marine impériale allemande entre 1907 et 1910. Elle est la réponse allemande à l'arrivée en 1906 du premier cuirassé de type monocalibre, le HMS Dreadnought britannique. La classe est composée du Nassau, du Rheinland, du Posen et du Westfalen. Les quatre bâtiments sont mis sur cale au milieu de l'année 1907, et achevés entre mai et septembre 1910.
Comparés à leurs homologues britanniques, ils sont plus légers et disposent d'un maître-bau plus large. Ils sont cependant deux nœuds plus lents, en raison de leur propulsion par les traditionnelles machines à vapeur à triple expansion, là où les cuirassés britanniques de nouvelle génération sont propulsés par des turbines à vapeur. Enfin, l'artillerie principale allemande est moins puissante, puisqu'elle est composée de canons de 11 pouces (280 mm) contre des canons de 12 pouces (305 mm) pour leurs concurrents anglais.

## Caractéristiques techniques

### Propulsion
La marine allemande a mis du temps à adopter les turbines à vapeur utilisées par les dreadnoughts britanniques en lieu et place de leurs machines à vapeur à triple expansion, principalement en raison des réticences combinées de l'amiral Alfred von Tirpitz que de celles du département de la construction navale. En 1905, celui-ci déclarait que « l'utilisation de turbines à vapeur dans les navires de guerre lourds n'est pas recommandé ». Par voie de conséquence, les cuirassés de la classe Nassau ont été équipés des traditionnelles et obsolètes machines à vapeur à triple expansion d'une puissance théorique de 22 000 ch. Chacune des machines entraînant une hélice à trois pales d'un diamètre de 5 mètres, elles permettent d'atteindre une vitesse maximale théorique de 19,5 nœuds. En essai, les navires atteignaient des vitesses 20 à 20,2 nœuds pour des puissances de 26 224 à 28 117 ch. En termes de comparaison, les turbines à vapeur permettaient au dreadnought britannique d'atteindre les 21 nœuds.
Les machines sont alimentées en vapeur par 12 chaudières Schulz-Thornycroft à double foyer.

## Les unités de la classe Nassau
| Classe Nassau | Classe Nassau         | Classe Nassau    | Classe Nassau     | Classe Nassau    | Classe Nassau   | Classe Nassau |
| Nom           | Chantier naval        | Mise en chantier | Lancement         | Mise en service  | Fin             | Photo         |
| ------------- | --------------------- | ---------------- | ----------------- | ---------------- | --------------- | ------------- |
| SMS Nassau    | Arsenal Wilhelmshaven | 22 juillet 1907  | 7 mars 1908       | 10 octobre 1909  | 5 novembre 1919 |               |
| SMS Posen     | Arsenal Germania Kiel | 11 juin 1907     | 12 décembre 1908  | 31 mai 1910      | 5 novembre 1919 |               |
| SMS Rheinland | AG Vulcan Stettin     | 1er juin 1907    | 28 septembre 1908 | 10 avril 1909    | 5 novembre 1919 |               |
| SMS Westfalen | AG Weser Brême        | 12 août 1907     | 1er juin 1908     | 16 novembre 1909 | 5 novembre 1919 |               |

## Sources
- (en) Cet article est partiellement ou en totalité issu de l’article de Wikipédia en anglais intitulé « Nassau class battleship » (voir la liste des auteurs).